# Kōstas Manōlas
Kōnstantinos Manōlas, detto Kōstas (in greco Κωνσταντίνος "Κώστας" Μανωλάς?; Nasso, 14 giugno 1991), è un calciatore greco, difensore o attaccante del Pannaxiakos.Pannaxiakos

## Biografia
È il nipote (figlio del fratello) dell'ex calciatore Stelios Manōlas.

## Caratteristiche tecniche
Difensore centrale tra i più veloci del suo ruolo, abile a giocare d'anticipo sugli attaccanti e nei colpi di testa, con i quali può farsi valere anche in fase offensiva sui calci piazzati. Sul finire della carriera si è reinventato attaccante sfruttando la sua importante struttura fisica.

## Carriera

### Club

#### Gli inizi
Cresciuto nelle giovanili del Thrasyvoulos Fylis, Manōlas fu visionato proprio dallo zio Stelios (direttore tecnico dell'AEK) che, viste le qualità, lo indicò alla dirigenza: il contratto, il primo da professionista per il giovane difensore, fu siglato il 16 giugno 2009 con scadenza nel 2012. Il 28 febbraio 2009 fece il suo esordio in casa dell'Aris Salonicco, gara vinta dai padroni di casa per 2 a 1. Nel corso della stagione totalizzò 5 presenze, tutte in campionato.

#### AEK Atene

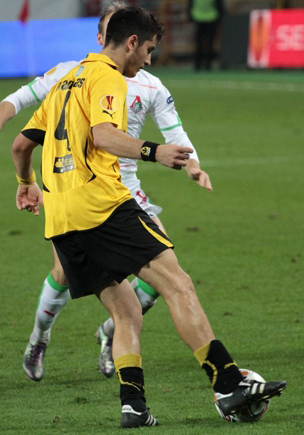
Manolas all'AEK Atene nel 2011

Trasferitosi all'AEK ha esordito contro l'AO Kavala il 13 marzo 2010, nella vittoria per 3-0. Ha segnato il suo primo gol da professionista contro i rivali dell'Olympiacos F.C. il 19 maggio 2010 al sesto minuto del primo tempo. Pochi minuti prima aveva subito un infortunio al volto causato da uno scontro di gioco con Konstantinos Mitroglou: uscito dal campo in pessime condizioni al diciassettesimo minuto, ha rifiutato di essere portato all'ospedale prima della fine della partita. Il giorno seguente ha subìto un intervento chirurgico al volto durato tre ore, conclusosi con successo, nel quale gli sono state impiantate delle placche metalliche. Conclude la sua esperienza con l'Aek, totalizzando 84 presenze e 6 reti (comprese le due in Europa League).

#### Olympiakos
Il 3 luglio 2012 Manōlas diventa a titolo definitivo un giocatore dell'Olympiakos: il suo trasferimento risultò essere un duro colpo per l'AEK, che in quel momento si ritrovò totalmente impossibilitato a fare mercato a causa del blocco imposto dalla Lega per problemi finanziari. Successivamente, l'ex club del greco si ritroverà escluso dal campionato e rimpiazzato dall'Asteras Tripolis.
Debutta con la nuova maglia il 15 settembre seguente in una gara vinta in casa del PAS Giannina (1-2), mettendo poi a referto la sua prima rete in una vittoria casalinga avvenuta per 4-0 ai danni dello Skoda Xanthi. L'11 maggio 2013 disputa da titolare la finale di Coppa di Grecia vinta per 3-1 contro l'Asteras Tripolis, vincendo tra l'altro anche il campionato.
Manōlas mette a segno la sua prima rete in UEFA Champions League nella gara vinta per 1-0 in casa contro i portoghesi del Benfica, garantendo inoltre la qualificazione della propria squadra al turno successivo, ripetendosi poi anche contro il Paris Saint-Germain. Successivamente i grechi saranno eliminati dal Manchester United con un risultato di 3-2. Il 22 marzo 2014 viene ufficializzato il rinnovo del suo contratto fino all'estate del 2017.
Dopo due stagioni da titolare fisso con anche ottime prestazioni in UEFA Champions League, e dopo essersi messo in mostra con la propria selezione al Campionato mondiale di calcio 2014 in Brasile, viene ceduto nella sessione di mercato successiva alla manifestazione sportiva, dopo 74 presenze complessive e 6 gol (due dei quali in Champions League 2013-2014).

#### Roma

Manolas in maglia giallorossa

Il 26 agosto 2014 viene ufficializzato il suo acquisto da parte della Roma. Il calciatore firma un contratto di cinque anni e sceglie di indossare la maglia numero 44. Il 30 agosto fa il suo esordio ufficiale contro la Fiorentina, partita terminata con il successo dei giallorossi per 2-0. Ben presto diventa titolare inamovibile nella squadra di Rudi Garcia, anche grazie alle sue prestazioni positive. Conclude la stagione totalizzando 41 presenze.
L'annata seguente il debutto stagionale avviene il 22 agosto 2015 durante la gara contro l'Hellas Verona, partita terminata 1-1. Il 26 settembre, segna la sua prima rete stagionale contro il Carpi, nonché la sua prima rete in assoluto con la maglia della Roma, gara vinta dai giallorossi per 5-1. Conclude la seconda stagione con 45 presenze e 2 gol.
Nella terza stagione alla Roma contribuisce alla vittoria casalinga contro l'Inter andando a decidere la partita 2-1 con un colpo di testa su cross da calcio di punizione di Alessandro Florenzi propiziando l'autogol di Mauro Icardi. Ottiene quindi 45 presenze complessive.
Nella quarta stagione trova il gol in Champions League, il primo con la Roma nelle coppe, nella trasferta vittoriosa per 2-1 contro il Qarabağ. Torna inoltre al gol in Serie A dopo più di 1 anno, siglando una rete nella vittoria dei giallorossi per 4-2 contro la Fiorentina valida per la dodicesima giornata. Il 2 dicembre 2017 rinnova il proprio contratto con il club giallorosso fino al 30 giugno 2022. Il 9 marzo 2018 in occasione della vittoria casalinga (3-0) contro il Torino va a segno, dedicando il gol all'ex compagno Davide Astori, scomparso pochi giorni prima. Il 10 aprile, nel match di ritorno dei quarti di finale di Champions League, segna la rete del 3 a 0 definitivo all'Olimpico contro il Barcellona, ribaltando così la sconfitta subita al Camp Nou (4-1) – partita dove tra l'altro il difensore greco aveva segnato un autogol – e contribuendo alla conquista della semifinale continentale per la prima volta dal 1984. Il 6 marzo 2019, Manōlas timbra la sua duecentesima presenza in maglia giallorossa, in occasione della gara persa 3-1 contro il Porto.

#### Napoli
Il 30 giugno 2019 viene ufficializzato il suo passaggio a titolo definitivo al Napoli per 36 milioni di euro. Con la società azzurra firma anche un contratto quinquennale.
Disputa la prima gara con la formazione partenopea nel campionato italiano il 24 agosto nel vittorioso match per 3-4 contro la Fiorentina in trasferta. Sette giorni dopo realizza anche il suo primo gol, iniziando la rimonta in casa della Juventus, nella partita poi persa dai partenopei per 4-3. Il 17 settembre disputa con il club azzurro la prima presenza in Champions League contro il Liverpool, match vinto 2-0 ai danni della squadra inglese. Il 17 giugno 2020, vince la Coppa Italia contro la Juventus, pur non giocando da titolare per problemi fisici: è il suo primo (e finora ultimo) trofeo vinto in Italia, dopo averci provato senza successo con la Roma per cinque stagioni.
Milita al Napoli per un altro anno e mezzo, senza brillare, anche a causa di problemi fisici, e perdendo il posto da titolare nella stagione 2021-2022 in favore di Amir Rrahmani.

#### Ritorno all'Olympiakos ed esperienza emiratina
Il 16 dicembre 2021, la società partenopea comunica di aver raggiunto l'accordo per la cessione del giocatore all'Olympiacos a partire dal 30 dicembre. Completato il trasferimento, torna a vestire ufficialmente la maglia del club greco il 5 gennaio 2022, disputando i minuti finali del match esterno di campionato contro l'Apollōn Smyrnīs (0-0) subentrando ad Avraam Papadopoulos.
Il 23 settembre 2022, Manōlas si trasferisce a titolo definitivo allo Sharjah, squadra degli Emirati Arabi Uniti, venendo ufficialmente annunciato dalla società il giorno seguente. Durante la sua presentazione ufficiale è andata particolarmente virale una clip che ritrae il difensore greco in procinto di scattarsi delle foto con la nuova maglia, venendo poi ad un certo punto spaventato da un ruggito di un leone. Debutta ufficialmente con il club il 1º ottobre seguente, in una vittoria casalinga contro il Khor Fakkan. Il 25 febbraio 2023 si aggiudica il primo trofeo della sua esperienza, ovvero la Supercoppa emiratina, battendo in finale l'Al-Ain. Contro gli stessi avversari, nell'arco dei successivi tre mesi, vincerà sia la Coppa del Presidente, che la Coppa di Lega. Dopo 41 presenze totali, il 16 gennaio 2024 risolve il contratto con la compagine emiratina.

#### Salernitana
Il 9 febbraio 2024 firma un contratto fino al 30 giugno 2024 con la Salernitana, tornando così in Serie A. Esordisce in maglia granata il 24 febbraio, giocando da titolare la partita casalinga contro il Monza persa per 0-2. Relegato in panchina nella partita persa in casa del Frosinone che causa l'aritmetica retrocessione del club granata con quattro turni d'anticipo, il 1º maggio ufficializza la separazione dalla Salernitana alla scadenza del contratto il successivo 30 giugno, concludendo l'esperienza campana con 8 presenze.

#### Ritorno in patria
Il 16 ottobre 2024 fa ritorno al Pannaxiakos, nel campionato regionale delle Cicladi (uno dei campionati regionali che compongono la quarta serie greca), dopo 17 anni. Qualche giorno dopo, al debutto, scende in campo come prima punta e segna cinque gol in 34 minuti, prima di uscire dal campo nella partita vinta per 12-1 contro il Marpissaikos.

### Nazionale
Dal 2009 al 2011 ha giocato per la nazionale greca Under-21, con cui ha ottenuto 5 presenze.
Inserito nella lista provvisoria dei convocati per il Campionato mondiale di calcio 2010 in Sudafrica, non viene incluso nei 23 finali. Dal 2013 è nel giro della nazionale maggiore della Grecia. Convocato per la fase finale del mondiale del 2014, il 14 giugno 2014 fa il suo debutto contro la Colombia, nella gara persa per 3-0. Disputa un buon mondiale, raccogliendo 4 presenze da titolare. Il 9 giugno 2017 viene alle mani con il compagno di squadra alla Roma Edin Džeko durante una partita di qualificazione al campionato del mondo 2018 tra Grecia e Bosnia ed Erzegovina. Segna il primo gol in nazionale l'11 settembre 2018, nella partita di UEFA Nations League 2018-2019 persa per 2-1 in trasferta contro l'Ungheria.

## Statistiche

### Presenze e reti nei club
Statistiche aggiornate al 26 gennaio 2025.
| Stagione          | Squadra           | Campionato        | Campionato | Campionato | Coppa nazionale | Coppa nazionale | Coppa nazionale | Coppe continentali | Coppe continentali | Coppe continentali | Altre coppe | Altre coppe | Altre coppe | Totale | Totale |
| Stagione          | Squadra           | Comp              | Pres       | Reti       | Comp            | Pres            | Reti            | Comp               | Pres               | Reti               | Comp        | Pres        | Reti        | Pres   | Reti   |
| ----------------- | ----------------- | ----------------- | ---------- | ---------- | --------------- | --------------- | --------------- | ------------------ | ------------------ | ------------------ | ----------- | ----------- | ----------- | ------ | ------ |
| 2008-2009         | Thrasyvoulos      | AE                | 5          | 0          | CG              | 0               | 0               | -                  | -                  | -                  | -           | -           | -           | 5      | 0      |
| 2009-2010         | AEK Atene         | SL                | 5+5        | 0+1        | CG              | 0               | 0               | -                  | -                  | -                  | -           | -           | -           | 10     | 1      |
| 2010-2011         | AEK Atene         | SL                | 22+5       | 1          | CG              | 3               | 1               | UEL                | 6                  | 1                  | -           | -           | -           | 36     | 3      |
| 2011-2012         | AEK Atene         | SL                | 24+5       | 1          | CG              | 2               | 0               | UEL                | 7                  | 1                  | -           | -           | -           | 38     | 2      |
| Totale AEK Atene  | Totale AEK Atene  | Totale AEK Atene  | 66         | 3          |                 | 5               | 1               |                    | 13                 | 2                  |             | -           | -           | 84     | 6      |
| 2012-2013         | Olympiacos        | SL                | 24         | 1          | CG              | 6               | 0               | UCL+UEL            | 6+1                | 0                  | -           | -           | -           | 37     | 1      |
| 2013-2014         | Olympiacos        | SL                | 25         | 3          | CG              | 5               | 0               | UCL                | 7                  | 2                  | -           | -           | -           | 37     | 5      |
| 2014-2015         | Roma              | A                 | 30         | 0          | CI              | 1               | 0               | UCL+UEL            | 6+4                | 0                  | -           | -           | -           | 41     | 0      |
| 2015-2016         | Roma              | A                 | 37         | 2          | CI              | 0               | 0               | UCL                | 8                  | 0                  | -           | -           | -           | 45     | 2      |
| 2016-2017         | Roma              | A                 | 33         | 0          | CI              | 3               | 0               | UCL+UEL            | 2+7                | 0                  | -           | -           | -           | 45     | 0      |
| 2017-2018         | Roma              | A                 | 29         | 2          | CI              | 0               | 0               | UCL                | 11                 | 2                  | -           | -           | -           | 40     | 4      |
| 2018-2019         | Roma              | A                 | 27         | 1          | CI              | 1               | 0               | UCL                | 7                  | 1                  | -           | -           | -           | 35     | 2      |
| Totale Roma       | Totale Roma       | Totale Roma       | 156        | 5          |                 | 5               | 0               |                    | 45                 | 3                  |             | -           | -           | 206    | 8      |
| 2019-2020         | Napoli            | A                 | 26         | 4          | CI              | 3               | 0               | UCL                | 6                  | 0                  | -           | -           | -           | 35     | 4      |
| 2020-2021         | Napoli            | A                 | 30         | 0          | CI              | 2               | 0               | UEL                | 0                  | 0                  | SI          | 1           | 0           | 33     | 0      |
| 2021-gen. 2022    | Napoli            | A                 | 4          | 0          | CI              | 0               | 0               | UEL                | 3                  | 0                  | -           | -           | -           | 7      | 0      |
| Totale Napoli     | Totale Napoli     | Totale Napoli     | 60         | 4          |                 | 5               | 0               |                    | 9                  | 0                  |             | 1           | 0           | 75     | 4      |
| gen-giu. 2022     | Olympiacos        | SL                | 8+3        | 0          | CG              | 1               | 0               | UEL                | 2                  | 0                  | -           | -           | -           | 14     | 0      |
| lug-set. 2022     | Olympiacos        | SL                | 3          | 0          | CG              | 0               | 0               | UCL+UEL            | 2+3                | 0                  | -           | -           | -           | 8      | 0      |
| Totale Olympiakos | Totale Olympiakos | Totale Olympiakos | 63         | 4          |                 | 12              | 0               |                    | 21                 | 0                  |             | -           | -           | 24     | 0      |
| set. 2022-2023    | Sharjah           | UPL               | 18         | 0          | CEAU+CdL        | 3+5             | 0               | ACL                | 0                  | 0                  | SEAU        | 1           | 0           | 27     | 0      |
| 2023-gen. 2024    | Sharjah           | UPL               | 8          | 0          | CEAU+CdL        | 0+2             | 0               | ACL                | 3                  | 0                  | SEAU        | 1           | 0           | 14     | 0      |
| Totale Sharjah    | Totale Sharjah    | Totale Sharjah    | 26         | 0          |                 | 10              | 0               |                    | 3                  | 0                  |             | 2           | 0           | 41     | 0      |
| feb.-giu. 2024    | Salernitana       | A                 | 8          | 0          | CI              | -               | -               | -                  | -                  | -                  | -           | -           | -           | 8      | 0      |
| ott. 2024-2025    | Pannaxiakos       | KFD               | 13         | 22         |                 | -               | -               | -                  | -                  | -                  | -           | -           | -           | 13     | 22     |
| Totale carriera   | Totale carriera   | Totale carriera   | 396        | 38         |                 | 37              | 1               |                    | 93                 | 7                  |             | 2           | 0           | 535    | 46     |

### Cronologia presenze e reti in nazionale
| Cronologia completa delle presenze e delle reti in nazionale ― Grecia | Cronologia completa delle presenze e delle reti in nazionale ― Grecia | Cronologia completa delle presenze e delle reti in nazionale ― Grecia | Cronologia completa delle presenze e delle reti in nazionale ― Grecia | Cronologia completa delle presenze e delle reti in nazionale ― Grecia | Cronologia completa delle presenze e delle reti in nazionale ― Grecia | Cronologia completa delle presenze e delle reti in nazionale ― Grecia | Cronologia completa delle presenze e delle reti in nazionale ― Grecia |
| Data                                                                  | Città                                                                 | In casa                                                               | Risultato                                                             | Ospiti                                                                | Competizione                                                          | Reti                                                                  | Note                                                                  |
| --------------------------------------------------------------------- | --------------------------------------------------------------------- | --------------------------------------------------------------------- | --------------------------------------------------------------------- | --------------------------------------------------------------------- | --------------------------------------------------------------------- | --------------------------------------------------------------------- | --------------------------------------------------------------------- |
| 6-2-2013                                                              | Atene                                                                 | Grecia                                                                | 0 – 0                                                                 | Svizzera                                                              | Amichevole                                                            | -                                                                     |                                                                       |
| 7-6-2013                                                              | Vilnius                                                               | Lituania                                                              | 0 – 1                                                                 | Grecia                                                                | Qual. Mondiali 2014                                                   | -                                                                     |                                                                       |
| 14-8-2013                                                             | Salisburgo                                                            | Austria                                                               | 0 – 2                                                                 | Grecia                                                                | Amichevole                                                            | -                                                                     | 63’                                                                   |
| 11-10-2013                                                            | Atene                                                                 | Grecia                                                                | 1 – 0                                                                 | Slovacchia                                                            | Qual. Mondiali 2014                                                   | -                                                                     |                                                                       |
| 19-11-2013                                                            | Bucarest                                                              | Romania                                                               | 1 – 1                                                                 | Grecia                                                                | Qual. Mondiali 2014                                                   | -                                                                     | 80’                                                                   |
| 5-3-2014                                                              | Atene                                                                 | Grecia                                                                | 0 – 2                                                                 | Corea del Sud                                                         | Amichevole                                                            | -                                                                     |                                                                       |
| 31-5-2014                                                             | Oeiras                                                                | Portogallo                                                            | 0 – 0                                                                 | Grecia                                                                | Amichevole                                                            | -                                                                     | 71’                                                                   |
| 3-6-2014                                                              | Chester                                                               | Nigeria                                                               | 0 – 0                                                                 | Grecia                                                                | Amichevole                                                            | -                                                                     |                                                                       |
| 6-6-2014                                                              | Harrison                                                              | Grecia                                                                | 2 – 1                                                                 | Bolivia                                                               | Amichevole                                                            | -                                                                     | 46’                                                                   |
| 14-6-2014                                                             | Belo Horizonte                                                        | Colombia                                                              | 3 – 0                                                                 | Grecia                                                                | Mondiali 2014 - 1º turno                                              | -                                                                     |                                                                       |
| 19-6-2014                                                             | Natal                                                                 | Giappone                                                              | 0 – 0                                                                 | Grecia                                                                | Mondiali 2014 - 1º turno                                              | -                                                                     |                                                                       |
| 24-6-2014                                                             | Fortaleza                                                             | Grecia                                                                | 2 – 1                                                                 | Costa d'Avorio                                                        | Mondiali 2014 - 1º turno                                              | -                                                                     |                                                                       |
| 29-6-2014                                                             | Recife                                                                | Grecia                                                                | 1 – 1 dts (3 - 5 dtr)                                                 | Costa Rica                                                            | Mondiali 2014 - Ottavi di finale                                      | -                                                                     | 72’                                                                   |
| 7-9-2014                                                              | Atene                                                                 | Grecia                                                                | 0 – 1                                                                 | Romania                                                               | Qual. Euro 2016                                                       | -                                                                     | 25’                                                                   |
| 11-10-2014                                                            | Helsinki                                                              | Finlandia                                                             | 1 – 1                                                                 | Grecia                                                                | Qual. Euro 2016                                                       | -                                                                     |                                                                       |
| 14-10-2014                                                            | Atene                                                                 | Grecia                                                                | 0 – 2                                                                 | Irlanda del Nord                                                      | Qual. Euro 2016                                                       | -                                                                     |                                                                       |
| 14-11-2014                                                            | Atene                                                                 | Grecia                                                                | 0 – 1                                                                 | Fær Øer                                                               | Qual. Euro 2016                                                       | -                                                                     | 88’                                                                   |
| 18-11-2014                                                            | La Canea                                                              | Grecia                                                                | 0 – 2                                                                 | Serbia                                                                | Amichevole                                                            | -                                                                     | 73’                                                                   |
| 29-3-2015                                                             | Budapest                                                              | Ungheria                                                              | 0 – 0                                                                 | Grecia                                                                | Qual. Euro 2016                                                       | -                                                                     |                                                                       |
| 13-6-2015                                                             | Tórshavn                                                              | Fær Øer                                                               | 2 – 1                                                                 | Grecia                                                                | Qual. Euro 2016                                                       | -                                                                     |                                                                       |
| 7-9-2015                                                              | Bucarest                                                              | Romania                                                               | 0 – 0                                                                 | Grecia                                                                | Qual. Euro 2016                                                       | -                                                                     | 89’                                                                   |
| 17-11-2015                                                            | Istanbul                                                              | Turchia                                                               | 0 – 0                                                                 | Grecia                                                                | Amichevole                                                            | -                                                                     | 79’                                                                   |
| 24-3-2016                                                             | Atene                                                                 | Grecia                                                                | 2 – 1                                                                 | Montenegro                                                            | Amichevole                                                            | -                                                                     | 66’                                                                   |
| 1-9-2016                                                              | Eindhoven                                                             | Paesi Bassi                                                           | 1 – 2                                                                 | Grecia                                                                | Amichevole                                                            | -                                                                     | 10’ 46’                                                               |
| 6-9-2016                                                              | Faro                                                                  | Gibilterra                                                            | 1 – 4                                                                 | Grecia                                                                | Qual. Mondiali 2018                                                   | -                                                                     |                                                                       |
| 7-10-2016                                                             | Atene                                                                 | Grecia                                                                | 2 – 0                                                                 | Cipro                                                                 | Qual. Mondiali 2018                                                   | -                                                                     |                                                                       |
| 10-10-2016                                                            | Tallinn                                                               | Estonia                                                               | 0 – 2                                                                 | Grecia                                                                | Qual. Mondiali 2018                                                   | -                                                                     |                                                                       |
| 25-3-2017                                                             | Bruxelles                                                             | Belgio                                                                | 1 – 1                                                                 | Grecia                                                                | Qual. Mondiali 2018                                                   | -                                                                     |                                                                       |
| 9-6-2017                                                              | Zenica                                                                | Bosnia ed Erzegovina                                                  | 0 – 0                                                                 | Grecia                                                                | Qual. Mondiali 2018                                                   | -                                                                     |                                                                       |
| 31-8-2017                                                             | Il Pireo                                                              | Grecia                                                                | 0 – 0                                                                 | Estonia                                                               | Qual. Mondiali 2018                                                   | -                                                                     |                                                                       |
| 3-9-2017                                                              | Il Pireo                                                              | Grecia                                                                | 1 – 2                                                                 | Belgio                                                                | Qual. Mondiali 2018                                                   | -                                                                     |                                                                       |
| 7-10-2017                                                             | Nicosia                                                               | Cipro                                                                 | 1 – 2                                                                 | Grecia                                                                | Qual. Mondiali 2018                                                   | -                                                                     | 90+1’                                                                 |
| 12-11-2017                                                            | Atene                                                                 | Grecia                                                                | 0 – 0                                                                 | Croazia                                                               | Qual. Mondiali 2018                                                   | -                                                                     |                                                                       |
| 23-3-2018                                                             | Atene                                                                 | Grecia                                                                | 0 – 1                                                                 | Svizzera                                                              | Amichevole                                                            | -                                                                     |                                                                       |
| 8-9-2018                                                              | Tallinn                                                               | Estonia                                                               | 0 – 1                                                                 | Grecia                                                                | UEFA Nations League 2018-2019 - 1º turno                              | -                                                                     |                                                                       |
| 11-9-2018                                                             | Budapest                                                              | Ungheria                                                              | 2 – 1                                                                 | Grecia                                                                | UEFA Nations League 2018-2019 - 1º turno                              | 1                                                                     | 52’                                                                   |
| 12-10-2018                                                            | Atene                                                                 | Grecia                                                                | 1 – 0                                                                 | Ungheria                                                              | UEFA Nations League 2018-2019 - 1º turno                              | -                                                                     |                                                                       |
| 15-10-2018                                                            | Helsinki                                                              | Finlandia                                                             | 2 – 0                                                                 | Grecia                                                                | UEFA Nations League 2018-2019 - 1º turno                              | -                                                                     | 75’                                                                   |
| 15-11-2018                                                            | Atene                                                                 | Grecia                                                                | 1 – 0                                                                 | Finlandia                                                             | UEFA Nations League 2018-2019 - 1º turno                              | -                                                                     | 28’                                                                   |
| 8-6-2019                                                              | Atene                                                                 | Grecia                                                                | 0 – 3                                                                 | Italia                                                                | Qual. Euro 2020                                                       | -                                                                     |                                                                       |
| 5-9-2019                                                              | Tampere                                                               | Finlandia                                                             | 1 – 0                                                                 | Grecia                                                                | Qual. Euro 2020                                                       | -                                                                     |                                                                       |
| 8-9-2019                                                              | Amarousio                                                             | Grecia                                                                | 1 – 1                                                                 | Liechtenstein                                                         | Qual. Euro 2020                                                       | -                                                                     |                                                                       |
| Totale                                                                |                                                                       | Presenze                                                              | 42                                                                    |                                                                       | Reti                                                                  | 1                                                                     |                                                                       |

## Palmarès
- Coppa di Grecia: 2

AEK Atene: 2010-2011
Olympiakos: 2012-2013
- Campionato greco: 3

Olympiakos: 2012-2013, 2013-2014, 2021-2022
- Coppa Italia: 1

Napoli: 2019-2020
- Coppa del Presidente degli Emirati Arabi Uniti: 1

Sharjah: 2022-2023
- Coppa di Lega (Emirati Arabi Uniti): 1

Sharjah: 2022-2023
- Supercoppa degli Emirati Arabi Uniti: 1

Sharjah: 2022